# Крайнее (Закарпатская область)
Крайнее (укр. Крайнє) — село, входит в Хустскую городскую общину Хустского района Закарпатской области Украины.
Население по переписи 2001 года составляло 279 человек. Почтовый индекс — 90413. Телефонный код — 3142.